# Даница Ручигай
Даница Ручигай (на македонска литературна норма: Даница Ручигај) е поетеса от Социалистическа Република Македония.

## Биография
Родена е в Скопие на 5 май 1934 година. Изучава старогръцки и латински в класическа гимназия. Известно време живее в Гърция. Завършва югославянска книжовност във Философския факултет на Скопския университет. Работи в Министерството на културата на Социалистическа Република Македония. Публикува творбите си в известните литературни списания „Съвременност“ и „Разгледи“. Автор е на две стихосбирки – „Сребрени, ноќни игри“ в 1960 и „Заробеници на ветерот“ в 1963 година.
Ручигай загива в земетресението в Скопие на 26 юли 1963 година. От 2005 г. в нейна чест се присъжда наградата „Деница Ручигай“ за най-добра дебютна поетична книга.